# Lagune Epulafquen supérieure
La lagune Epulafquen supérieure est un lac d'origine glaciaire, situé en Argentine, dans le département de Minas, au nord de la province de Neuquén, en Patagonie. Il se trouve en plein axe central de la Cordillère des Andes.
Le lac s'étend à 1 478 mètres d'altitude, à proximité de la frontière chilienne. Il est entouré de superbes bois de Nothofagacées. Il est dominé de tous côtés par les sommets andins qui dans la région ne dépassent pas 2 500 mètres.
Epulafquen est un vocable mapuche qui signifie deux lacs, allusion aux lacs Supérieur et Inférieur.

## Hydrologie
La lagune Epulafquen supérieure est le troisième maillon d'une chaîne de petits lacs qui a pour émissaire le río Nahueve, important affluent droit du haut río Neuquén. Cette chaîne de lacs comprend d'amont en aval : la lagune Las Chaquiras, la lagune Negra, la lagune Epulafquen supérieure et la lagune Epulafquen inférieure.